# Sarmayeh Bank Volleyball Club (maschile)
Il Sarmayeh Bank Volleyball Club è una società pallavolistica maschile iraniana con sede a Teheran: milita nel campionato di Super League.

## Storia
La società viene fondata nel 2015 ed è di proprietà della Sarmayeh Bank. Partecipa dal campionato 2015-16 alla Super League, vincendo il campionato nella sua prima stagione a seguito del ritiro durante la fase della finale play-off scudetto del Paykan Teheran Volleyball Club.
La vittoria del campionato consente al club di Teheran di quelificarsi per il campionato asiatico per club 2016, competizione nella quella trova un nuovo successo, battendo in finale l'Al-Arabi Sports Club, e di conseguenza l'accesso al campionato mondiale per club 2017. Si aggiudica nuovamente la vittoria dello scudetto nell'edizione 2016-17 e del campionato asiatico per club 2017.

## Rosa 2016-2017
| N° | Nome             | Ruolo | Data di nascita   | Nazionalità sportiva |
| -- | ---------------- | ----- | ----------------- | -------------------- |
| 1  | Shahram Mahmoudi | O     | 20 luglio 1988    | Iran                 |
| 2  | Milad Ebadipour  | S     | 17 ottobre 1993   | Iran                 |
| 4  | Vojin Ćaćić      | S     | 31 marzo 1990     | Montenegro           |
| 5  | Farhad Ghaemi    | S     | 28 agosto 1989    | Iran                 |
| 6  | Mohammad Mousavi | C     | 22 agosto 1987    | Iran                 |
| 7  | Ghasem Karkhaneh | S     | 21 agosto 1994    | Iran                 |
| 8  | Farhad Zarif     | L     | 3 marzo 1983      | Iran                 |
| 9  | Adel Gholami     | C     | 9 febbraio 1986   | Iran                 |
| 13 | Mehdi Mahdavi    | P     | 13 febbraio 1984  | Iran                 |
| 14 | Ali Shafiei      | C     | 21 settembre 1991 | Iran                 |
| 15 | Łukasz Żygadło   | P     | 2 agosto 1979     | Polonia              |
| 16 | Alireza Jalali   | O     | 16 aprile 1985    | Iran                 |

## Palmarès
- Campionato iraniano: 2

2015-16, 2016-17
- Campionato asiatico per club: 2

2016, 2017